# Vergine giurata
Vergine giurata (lit. «Verge jurada») és una pel·lícula dramàtica de 2015 dirigida per Laura Bispuri i coproduïda internacionalment entre Suïssa, Itàlia, Alemanya, Albània i Kosovo. L'obra, que és el primer llargmetratge de Laura Bispuri, està basada en la novel·la Sworn Virgin (2007), de l'albanesa Elvira Dones; el guió va ser escrit per Bispuri i Francesca Manieri. Vergine giurata es va projectar a la secció de competició principal del 65è Festival Internacional de Cinema de Berlín; més endavant va presentar-se a altres festivals, com els de Locarno, San Francisco o Tribeca.
En paraules de la seva directora, Vergine giurata «és una pel·lícula sobre gàbies invisibles. Hana-Mark sacrifica la seva identitat en nom de la llibertat, per descobrir que és lliure només quan pot ser ella mateixa. Retrobar-se és com tornar a aprendre a respirar.»

## Argument
Hana (Alba Rohrwacher) és una nena òrfena albanesa de ciutat que va perdre els seus pares en una tempesta mortal a les muntanyes. Viu amb una família de les muntanyes formada per Gjergj (Bruno Shllaku), l'home que la va rescatar, la dona d'aquest i la filla d'ambdós, una noia anomenada Lila (Flonja Kodheli), que té la mateixa edat que la Hana i que esdevé la seva germana. Les expectatives que tenia Hana per a la seva vida canvien gradualment per adequar-se a les de les dones joves de la comunitat on creix: en la cultura arcaica i masclista, basada en l'honor, en què viu no se li reconeix com a dona cap mena de llibertat.
Quan Gjergj anuncia a la seva filla que acaba de comprometre-la en matrimoni, Lila es rebela i desafia un matrimoni concertat que sap que la sometrà completament. Després que Hana es nega a dur un rifle és agredida pels homes del poble i Gjergj amenaça Lila si rebutja el compromís. Les dues noies comparteixen el seu esperit lliure i les ganes d'escapar de les muntanyes, però Lila ho fa sense mirar enrere mentre que Hana se sent massa lligada a la família que la va adoptar i finalment no s'hi atreveix.
Per fugir del seu destí, Hana es veu obligada a seguir les rígides regles de Qanun, una llei civil paral·lela aplicada a les muntanyes albaneses que, en absència de fills masculins, pot portar una dona a autoproclamar-se home, a ser educada com a home i a renunciar a tots els aspectes de la seva feminitat. Hana es converteix en Mark i porta la vida d'un home, gaudint dels privilegis i drets dels homes a canvi de jurar romandre verge per sempre i renunciant a qualsevol forma d'amor.
Però per voler ser lliure de les imposicions de la societat en què viu, deu anys més tard es troba atrapada en la seva pròpia presó. Quan en Gjergj i la seva dona moren, Mark decideix anar a Milà per visitar la seva germana casada, Lila, després de catorze anys de separació; allà coneix Jonida (Emily Ferratello), la filla d'aquesta, amb una idea de la feminitat «perfecta». Tot i voler refer la seva vida allà, a Itàlia Mark se sent estrany i incomunicat i no té clar qui és; malgrat això, el contacte amb una cultura diferent i més lliure li permet tornar a apropiar-se del seu cos mica en mica, experimentar el contacte físic amb les altres persones i descobrir la possibilitat d'estimar. Mark es replantejarà la seva pròpia identitat i anirà a la recerca de la Hana enterrada per tornar a unir les dues ànimes.

## Repartiment
- Alba Rohrwacher com a Hana Doda / Mark Doda
- Flonja Kodheli com a Lila, filla de Gjergj
- Lars Eidinger com a Bernhard
- Luan Jaha com a Stjefen
- Bruno Shllaku com a Gjergj, pare de Lila i pare adoptiu de Hana
- Ilire Vinca com a Katrina
- Drenica Selimaj com a Hana jove
- Emily Ferratello com a Jonida, filla de Lila

## Context
La història passa a Albània. En un món agrest i empobrit on les dones són tractades com a objectes, algunes d'elles escapen del seu dur destí determinat pel gènere reclamant l'estatus de verges jurades davant una dotzena d'ancians; després d'això, es posen vestits masculins i viuen com a homes. Aleshores se'ls concedeix el privilegi de participar en totes les activitats masculines, com ara portar rifles i caçar, però se'ls prohibeix participar en activitats sexuals amb qualsevol gènere. Als remots pobles de muntanya d'Albània, aquest costum que es remunta a almenys un parell de segles encara es practica. Tot i que el costum s'esvaeix, continua sent un aspecte únic del patrimoni cultural d'aquests pobles.

## Producció
La directora romana Laura Bispuri va rodar Vergine giurata entre Albània i Bolzano/Bozen amb la producció de Vivo film (Itàlia), Colorado Film Production (Itàlia) juntament amb Rai Cinema, Bord Cadre Films (Suïssa), Match Factory Productions (Alemanya), Era Film (Albània/Kosovo) i en coproducció amb Radiotelevisione svizzera, amb el suport d'Eurimages, el Ministeri de Cultura italià, BLS Business Location Südtirol - Alto Adige, amb el suport del Programa Media de la Unió Europea.

## Acollida

### Crítica
L'acollida de la crítica italiana va ser molt positiva. Segons Andrea Chimento d'Il Sole 24 Ore, la pel·lícula és «una interessant reflexió sobre la sexualitat i el desig d'evitar qualsevol forma de repressió». «Una excavació silenciosa duríssima», escriu Michele Faggi, per a la revista indie-eye.it. Daniel Montignani al Paper Street escriu que «Laura Bispuri […] prepara i traça un camí lent ascendent per a Hana, el traça amb una sostracció incansable i refinada, fins i tot quan escruta el malestar directament als ulls i en les expressions més febles i doloroses de la protagonista».
Davide Turrini d'il Fatto Quotidiano i Aldo Spiniello de Sentieri selvaggi repassen la influència dels germans Dardenne en aquesta primera obra, sobretot en la «direcció autònoma i tossuda amb una càmera de mà obstinadament a l'esquena de la protagonista» que «enregistra les pors, les incerteses, les esperances, els sentiments, centrant-se només en els moviments, els gestos, les actituds externes» d'«una dura Alba Rohrwacher». Precisament «la sorprenent interpretació d'Alba Rohrwacher» és «el punt fort» de la pel·lícula, afirma Paolo Mereghetti al Corriere della Sera, l'actriu és de fet «absolutament creïble en la seva transformació de dona a home. […] El nou "sexe" es pot llegir a la seva cara, als seus ulls, a la seva parla, com si realment hagués canviat la seva ànima en profunditat». Tanmateix, critica l'elecció de la director de reprimir «la càrrega emocional» de la pel·lícula.
Paolo d'Agostini a la Repubblica defineix el llargmetratge com a «voluntàriament "pesat" i estàtic -que és una opció d'estil respectable- però, per desgràcia, també lastrat per una hipoteca ideològica, a més, realitzada sense massa claredat», afirmant que «la pel·lícula deu molt al carisma personal de l'actriu principal» que ofereix una interpretació intensa.
La pel·lícula de Laura Bispuri es va estrenar a la Berlinale de 2015 com l'única pel·lícula italiana en competició. Va rebre una acollida molt càlida per part tant del públic internacional com de la crítica present al festival. Deborah Young per a The Hollywood Reporter va parlar molt positivament de la pel·lícula, qualificant-la de «un gran debut. Bispuri té un talent notable per retratar el físic a la pantalla».
Guy Lodge, a Variety, va escriure: «[…] Un debut rigorós i delicat», elogiant la interpretació d'Alba Rohrwacher «que recolza la duplicitat del personatge interpretant Hana-Mark amb gran habilitat. Una figura que mai se sent a gust amb la seva pròpia pell».
RogerEbert.com l'ha qualificat amb 2 estrelles. En resum, va dir que la pel·lícula no té un poder dramàtic i una revelació inesperada, però els seus detalls i desenvolupaments subtils, així com la relació en evolució entre el personatge principal i la seva neboda, són els aspectes més guanyadors. L'ambientació de la pel·lícula en una piscina pública destaca la performativitat de gènere, però no aprofundeix en la religió, que és un aspecte important de les societats rurals conservadores.
A Metacritic, la pel·lícula va obtenir una puntuació de 70, mentre que a Rotten Tomatoes, el febrer de 2023 la pel·lícula tenia un 71% de puntuació de crítiques.

### Guardons
| Any  | Premi / Festival                    | Categoria                        | Destinatari                       | Resultat  | Ref.          |
| ---- | ----------------------------------- | -------------------------------- | --------------------------------- | --------- | ------------- |
| 2015 | David di Donatello                  | Millor direcció novell           | Laura Bispuri                     | Nominat   | [ 1 ]         |
| 2015 | Nastro d'argento                    | Millor direcció novell           | Laura Bispuri                     | Nominat   | [ 29 ]        |
| 2015 | Nastro d'argento                    | Millor actriu protagonista       | Alba Rohrwacher                   | Nominat   | [ 1 ] [ 29 ]  |
| 2015 | Nastro d'argento                    | Millor fotografia                | Vladan Radovic                    | Nominat   | [ 30 ]        |
| 2015 | Globo d'oro                         | Millor opera prima               | Laura Bispuri                     | Guanyador | [ 13 ]        |
| 2015 | Festival de Cinema de Berlín        | Os d'Or                          | Laura Bispuri                     | Nominat   | [ 31 ]        |
| 2015 | Festival de Cinema de Hong Kong     | Premi Firebird                   | Laura Bispuri                     | Guanyador | [ 13 ] [ 32 ] |
| 2015 | Festival de Cinema de Tribeca       | Premi Nora Ephron                | Laura Bispuri i Francesca Manieri | Guanyador | [ 1 ] [ 9 ]   |
| 2015 | Festival de Cinema de Tribeca       | Millor pel·lícula narrativa      | Vergine giurata                   | Nominat   | [ 33 ]        |
| 2015 | Festival de Cinema de Tribeca       | Millor direcció                  | Laura Bispuri                     | Nominat   | [ 33 ]        |
| 2015 | Festival de Cinema de Tribeca       | Millor interpretació principal   | Alba Rohrwacher                   | Nominat   | [ 33 ]        |
| 2015 | Festival de Cinema de Tribeca       | Millor interpretació secundària  | Flonja Kodheli i Emily Ferratello | Nominat   | [ 33 ]        |
| 2015 | Festival de Cinema de Tribeca       | Millor guió                      | Laura Bispuri i Francesca Manieri | Nominat   | [ 33 ]        |
| 2015 | Festival de Cinema de Tribeca       | Millor pel·lícula                | Vergine giurata                   | Nominat   | [ 33 ]        |
| 2015 | Festival de Cinema de Tribeca       | Millor repartiment               | Vergine giurata                   | Nominat   | [ 33 ]        |
| 2015 | Festival Cinema Jove                | menció especial del jurat        | Vergine giurata                   | Guanyador | [ 34 ]        |
| 2015 | Festival Cinema Jove                | Premi CIMA a la millor directora | Laura Bispuri                     | Guanyador | [ 34 ]        |
| 2015 | Festival de Cinema de San Francisco | Premi Nous directors             | Laura Bispuri                     | Guanyador | [ 9 ]         |